# Effondrement des tours du World Trade Center

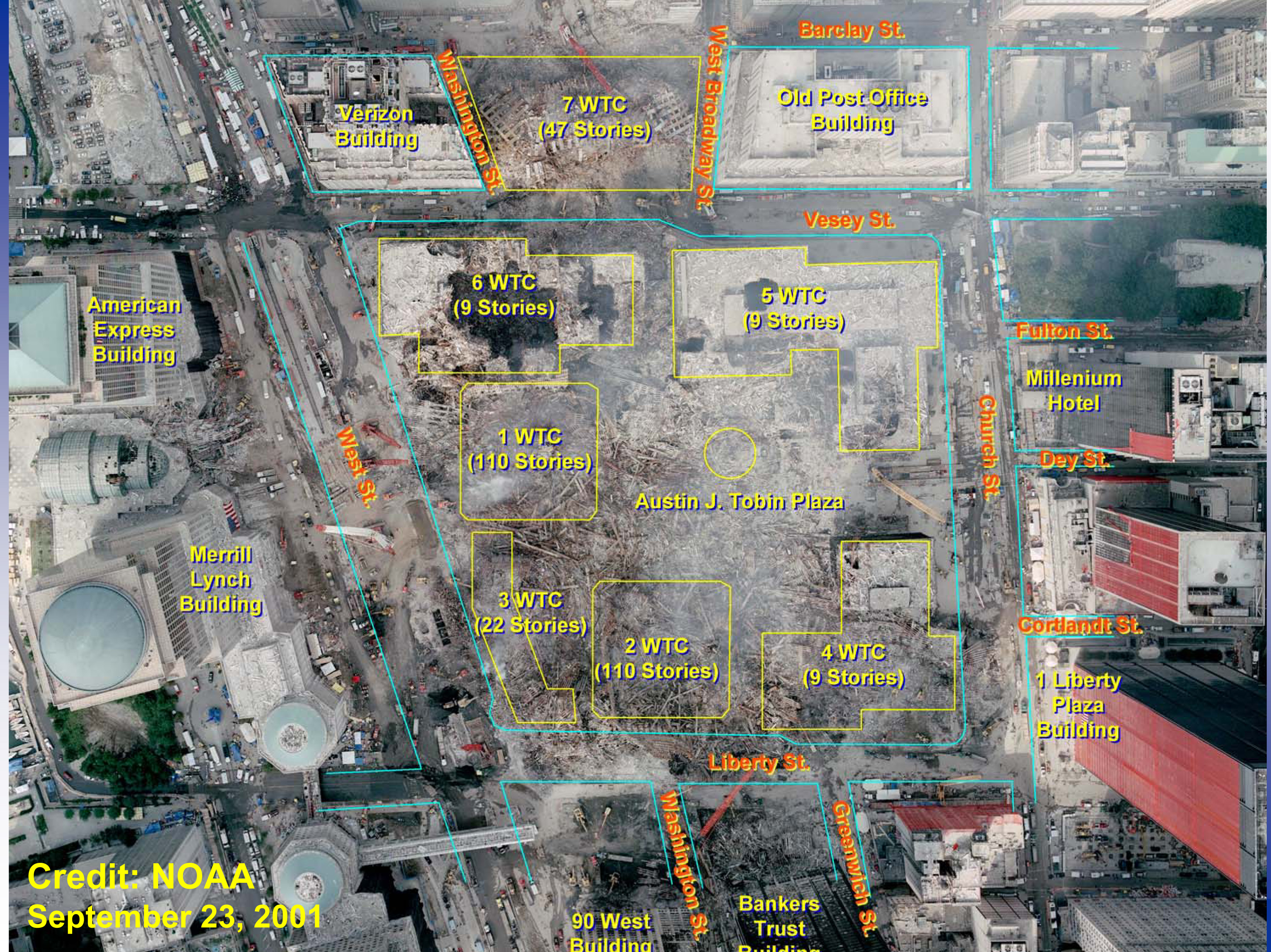
Les débris de Ground Zero, avec des repères indiquant les emplacements des bâtiments détruits.

Pour les articles homonymes, voir World Trade Center (homonymie).
L'effondrement des tours du World Trade Center a été l'évènement central des attentats du 11 septembre 2001, durant lesquels chacune des tours jumelles a été frappée par le détournement d'un avion de ligne.
La tour sud (2 WTC) s'est effondrée à 9 h 59 (heure locale), moins d'une heure après avoir été frappée par le 2e avion, suivie à 10 h 28 par la tour nord (1 WTC), près de 100 minutes après avoir été frappée par le 1er avion.
2 605 personnes qui se trouvaient à l'intérieur et à proximité des tours ont été tuées, dont 343 sapeurs-pompiers, 23 officiers de police du NYPD et 37 officiers de la police portuaire.
À ce bilan s'ajoutent les 147 passagers et membres d'équipage à bord des deux avions ainsi que les 10 terroristes.
L'effondrement des tours jumelles a aussi causé d'importants dégâts au reste du complexe et aux bâtiments avoisinants, notamment à la WTC 7 qui s'est à son tour effondrée à 17 h 20.

## Les rapports officiels
L'Agence fédérale des situations d'urgence (FEMA) a entrepris une étude de la résistance des bâtiments, achevée en mai 2002. Elle concluait que la conception des tours était bonne et attribuait les effondrements à des facteurs échappant totalement au contrôle des constructeurs. Bien qu'estimant nécessaire une étude supplémentaire, la FEMA suggérait que les incendies causés par le crash des avions avaient probablement affaibli les solives des planchers et amorcé les effondrements. Selon ce rapport – ultérieurement contredit par les conclusions du NIST – les étages se seraient détachés de la structure portante des bâtiments et se seraient effondrés les uns sur les autres, entraînant un effondrement progressif.
L'enquête initiale de la FEMA a été révisée par une enquête plus détaillée du National Institute of Standards and Technology (NIST), terminée en septembre 2005. Comme la FEMA, le NIST mettait hors de cause la conception du WTC, notant que la sévérité des attaques et l'ampleur des destructions allaient bien au-delà de tout ce qu'avaient pu connaître les villes américaines dans le passé. Le NIST soulignait aussi le rôle des incendies, mais n'attribua pas les effondrements à la défaillance des solives. Au lieu de cela, il considérait que les planchers avaient fléchi, tirant les colonnes vers l'intérieur : « Ceci a mené au fléchissement initial des colonnes vers l'intérieur et à l'affaissement de la face sud du WTC 1 et de la face est du WTC 2, amorçant l'effondrement de chacune des tours ».
Le nettoyage du site impliqua des opérations 24h/24, effectuées par de nombreux entrepreneurs, et finit par coûter des centaines de millions de dollars. La démolition des bâtiments endommagés alentour continua même lorsque de nouvelles constructions eurent commencé, comme celle de la 1 WTC. Des bâtiments détruits, le 7 World Trade Center a été remplacé le premier, sa construction s'étant achevée en 2006.

## La conception des bâtiments
L'architecte Minoru Yamasaki avait conçu les tours comme des tubes segmentés fournissant aux locataires des étages vastes et dégagés, sans colonnes ni murs. Les colonnes étaient donc faiblement espacées pour supporter la majeure partie du poids de la structure, secondées par des colonnes au centre. Au-dessus du 7e étage, se trouvaient 59 colonnes externes sur chaque face des tours et 47 colonnes au centre. Tous les ascenseurs et les escaliers étaient placés dans le cœur du bâtiment, laissant un large espace libre de colonnes entre le périmètre externe, relié au cœur au moyen de poutres pré-fabriquées.
Les étages étaient constitués de plaques de béton léger d'une épaisseur de 10 cm (4 pouces) reposant sur un treillis en acier. Une grille de fermes légères et de fermes principales supportaient les étages. Ces fermes étaient reliées aux façades par les colonnes externes. Les parties supérieures des fermes étaient boulonnées aux attaches et soudées du côté extérieur et à un chenal soudé aux colonnes du cœur du côté interne. La conception réduisait la sensation de balancement ressentie par les occupants. Les fermes supportaient une plaque de béton léger de 10 cm (4 pouces) d'épaisseur, qui partageait des connexions pour une action combinée.
Les tours incorporaient également une armature de coiffe ou treillis à balancier placée entre les 107e et 110e étages, qui consistaient en 6 fermes au long de l'axe du cœur et 4 le long de l'axe court. Ce système de fermes permettait une redistribution des charges entre les colonnes de la façade externe et celles du cœur. On y a attribué un rôle clé dans l'effondrement.
Les concepteurs avaient envisagé les effets de l'impact d'un avion commercial et pensaient que les structures resteraient debout lors d'un tel évènement mais le NIST considéra qu'ils n'avaient pas estimé correctement l'effet de tels impacts sur les structures et particulièrement les conséquences d'incendies.

## Les dégâts causés par les collisions

Localisations des impacts sur les tours 1 et 2.

Schéma montrant à quels étages les avions ont percuté les tours jumelles du World Trade Center.

Les pirates de l'air ont lancé deux avions de ligne Boeing 767 dans les tours : un Boeing 767-200ER (le vol 11 American Airlines) et un Boeing 767-200 (le vol 175 United Airlines). Le 1 WTC (tour nord) a été touché à 8 h 46 par le vol 11 entre les 99e et 93e étages. Le 2 WTC (tour sud) a été touché à 9 h 03 par le vol 175 entre les 85e et 77e étages.
Un Boeing 767-200 mesure 48,5 m (160 pieds) de long pour une envergure de 48 m (156 pieds), avec une capacité allant jusqu'à 62,2 (-200) à 91 (-200ER) m³ de carburant. Les avions ont percuté les tours à des vitesses très élevées. Le vol 11 volait à 700 km/h quand il s'est écrasé dans la tour Nord ; le vol 175 a percuté la tour Sud à environ 870 km/h. En plus de rompre un certain nombre de colonnes portantes, les explosions résultant des impacts sur chacune des tours ont enflammé 38 m3 (10 000 gallons) de carburant et ont immédiatement propagé le feu sur plusieurs étages tandis que se consumaient papier, mobilier, moquette, ordinateurs, livres, murs, charpente et autres objets dans tous les étages touchés. La force de l'explosion issue de l'impact dans le 1 WTC s'est propagée par au moins un des conduits d'ascenseur sur toute la hauteur du bâtiment jusqu'au rez-de-chaussée, soufflant toutes les fenêtres et laissant un grand nombre de personnes blessées.

## Incendies
La construction légère et la nature creuse des structures ont permis au carburant de pénétrer jusqu'à l'intérieur des tours, déclenchant de nombreux feux simultanément au-dessus d'une grande surface des étages touchés. Le carburant des avions brûla tout au plus quelques minutes mais l'intérieur des bâtiments brûla pendant une heure, voire une heure et demie.  La température élevée des incendies affaiblit les colonnes et causa l'affaissement des étages, tirant les colonnes extérieures vers l'intérieur et réduisant leur capacité à supporter la masse supérieure de l'immeuble.

### Dégradation de la situation
Les appels téléphoniques des personnes piégées aux étages supérieurs ont relayé des informations via le 9-1-1 sur la situation. À 9 h 37, une personne bloquée au 105e étage de la tour Sud signala que les étages inférieurs "dans les 90e étages" s'étaient effondrés. La dégradation de la situation fut également signalée par les hélicoptères de l'unité aérienne du NYPD.
- 9 h 52 - L'unité aérienne du NYPD signale à la radio que "d'importants débris pourraient tomber du haut du 2 WTC. D'importants débris sont accrochés ici."
- 9 h 59 - Ils signalent que la tour Sud s'effondre.

Les hélicoptères du NYPD signalent la dégradation de la situation de la tour Nord.
- 10 h 20 - L'unité aérienne du NYPD signale que le haut de la tour pourrait pencher.
- 10 h 21 - Ils signalent que la tour Nord se plie vers le coin Sud-Est et se penche vers le Sud.
- 10 h 27 - L'unité aérienne signale que le toit est sur le point de s'effondrer.
- 10 h 28 - Le NYPD signale que la tour s'effondre.

En raison du manque de communication avec le NYPD et de problèmes avec des radios défectueuses du FDNY, les pompiers à l'intérieur des tours n'entendirent pas l'ordre d'évacuation de leurs supérieurs sur les lieux. 343 pompiers moururent dans l'effondrement des bâtiments,,.

## Effondrement des tours jumelles
À 9 h 59, la tour sud s'effondre, 56 minutes après la collision. La tour nord, percutée à 8 h 46, s'effondre à 10 h 28, soit 1h 42 minutes après l'impact. Ces effondrements produisirent d'énormes nuages de poussières et couvrirent une grande partie de la presqu'île de Manhattan pendant plusieurs jours.
À l'origine de chacun des effondrements, il est communément accepté que la défaillance des structures endommagées à la suite du choc créé par la collision des avions a entrainé la chute de la partie supérieure à l'impact des immeubles sur les parties inférieures. Par conséquent, chacun des immeubles s'est écroulé symétriquement et de manière plus ou moins perpendiculaire au sol, malgré l'inclinaison prise par le sommet des immeubles lors de leurs chutes et de l'apparente dispersion des débris au sol.
Plus l'effondrement progressait, plus il produisait de poussières et de débris qui étaient expulsés par les fenêtres situées en dessous du front descendant de destruction.

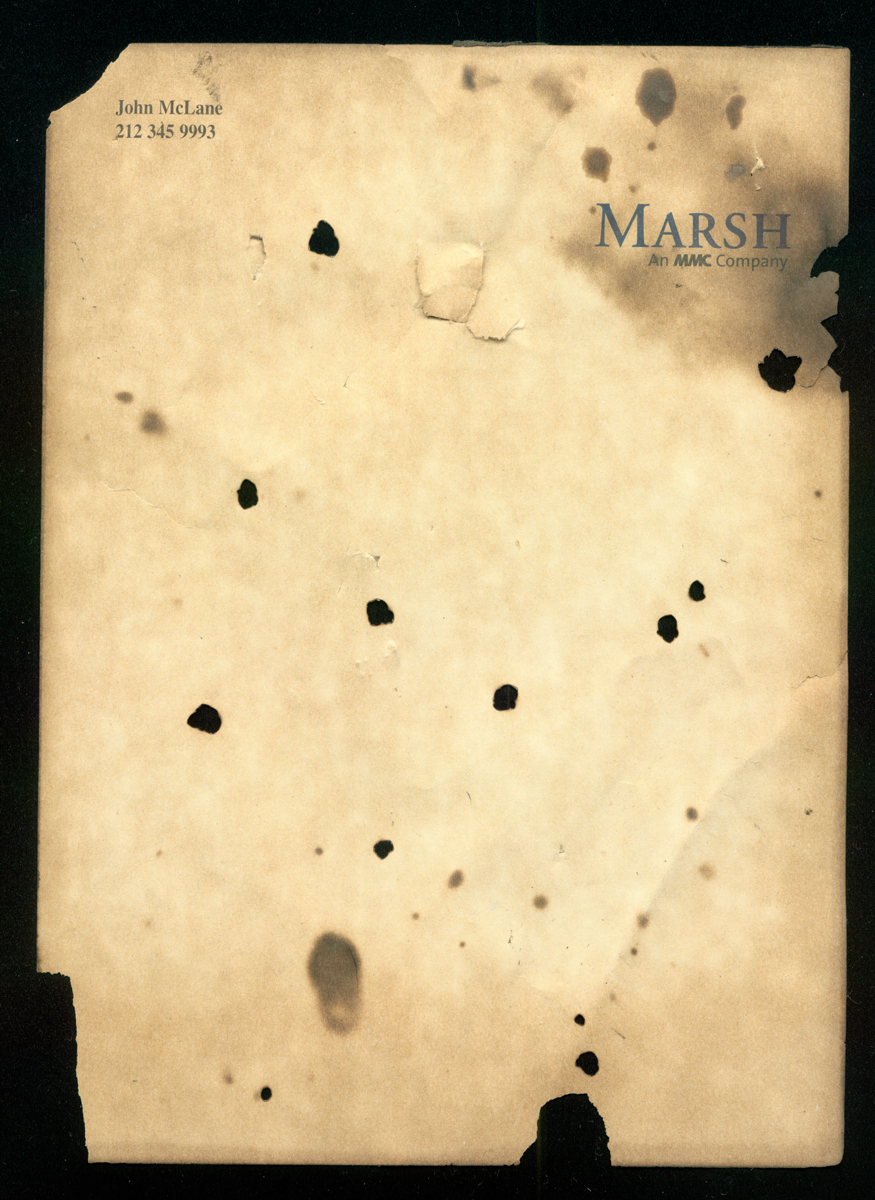
Débris de l'effondrement du WTC. Ce morceau de papier carbonisé est tombé dans la cour d'une résidence privée après les attentats.

### Mécanique des effondrements
En raison des différences entre les impacts, les effondrements des deux tours ont différé sur certains aspects mais dans les deux cas le même enchaînement d'évènements est survenu. Après que les impacts ont sectionné les colonnes extérieures et endommagé certains des piliers centraux, la charge s'exerçant sur les colonnes s'est vue redistribuée. Les treillis coiffant chacun des deux immeubles ont joué un rôle significatif dans la redistribution des charges dans la structure.
Les impacts ont également mis à mal par endroits la protection anti-feu des structures portantes métalliques, augmentant par là-même leur exposition à la chaleur. Dans les 102 minutes précédant l'effondrement de la tour nord, les feux ont atteint des températures qui, quoique bien en dessous du point de fusion, ont été suffisamment élevées pour affaiblir les colonnes de base de sorte qu'elles ont subi une déformation plastique et un fluage sous le poids des étages supérieurs. Le rapport du NIST modélise la situation.  
Dans les deux tours, les colonnes et les planchers ont été également affaiblis par la chaleur des incendies, ce qui a conduit à des affaissements plusieurs dizaines de minutes avant l'effondrement de la tour Nord, relayés par des personnes situées aux étages concernés dans les deux tours. Ces affaissements ont conduit à exercer une force sur les colonnes extérieures des tours faisant replier la facade Est de la tour Sud, phénomène parfaitement visible dans plusieurs prises de vues avant l'effondrement.
Une combinaison de trois facteurs a permis à la tour nord de rester debout plus longtemps : le point d'impact était plus haut (de sorte que la charge de la gravité sur la zone la plus endommagée était plus faible), la vitesse de l'avion était plus faible (et donc un impact moindre) et les étages touchés avaient subi un traitement anti-incendie.

### Effondrement progressif

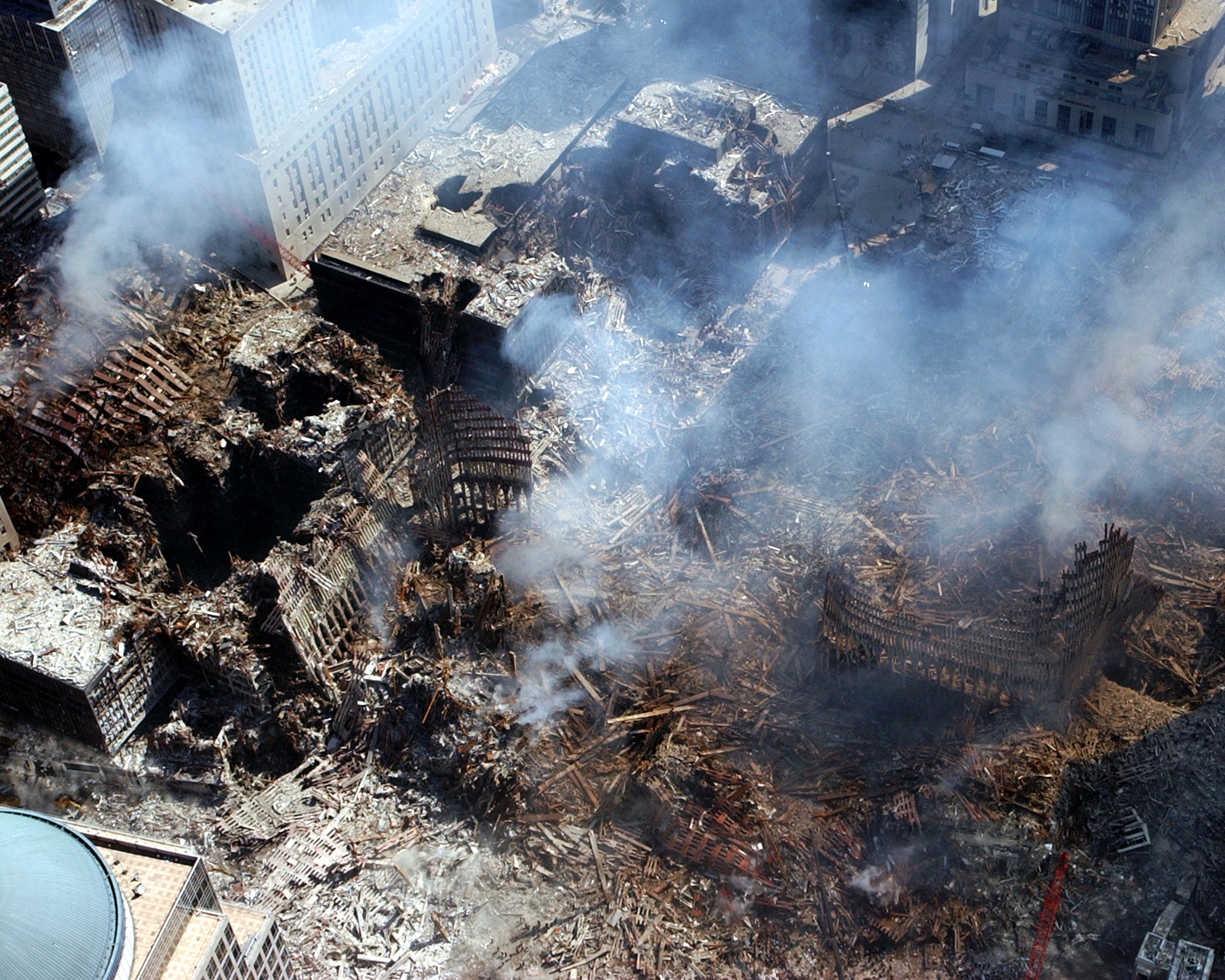
Photographie des parties de la façade extérieure de la Tour Sud (à droite) et de la Tour Nord (au centre, à gauche), et de dommages sur les bâtiments environnants.

L'analyse de la séquence vidéo de l'effondrement initial et des données sismiques montre que les premiers fragments de murs extérieurs ont frappé le sol 9 secondes après le début de la chute pour la tour Nord, et 11 secondes pour la tour Sud. Les cœurs des immeubles ont commencé à tomber 15 à 25 secondes après le début de l'effondrement (durées approximatives du fait de la poussière qui a obstrué la vue),.
Le rapport de la NIST analyse le mécanisme de la rupture. Une analyse préliminaire explique que l'énergie cinétique des parties supérieures de la tour tombant sur les parties inférieures a excédé la quantité absorbable par les étages inférieurs, qui ont cédé, faisant augmenter d'autant l'énergie dégagée par la chute. Ceci s'est répété pour chaque étage, provoquant l'effondrement total de la tour à une vitesse moindre de celle de la chute libre.

## Effondrement du bâtiment 7 du World Trade Center

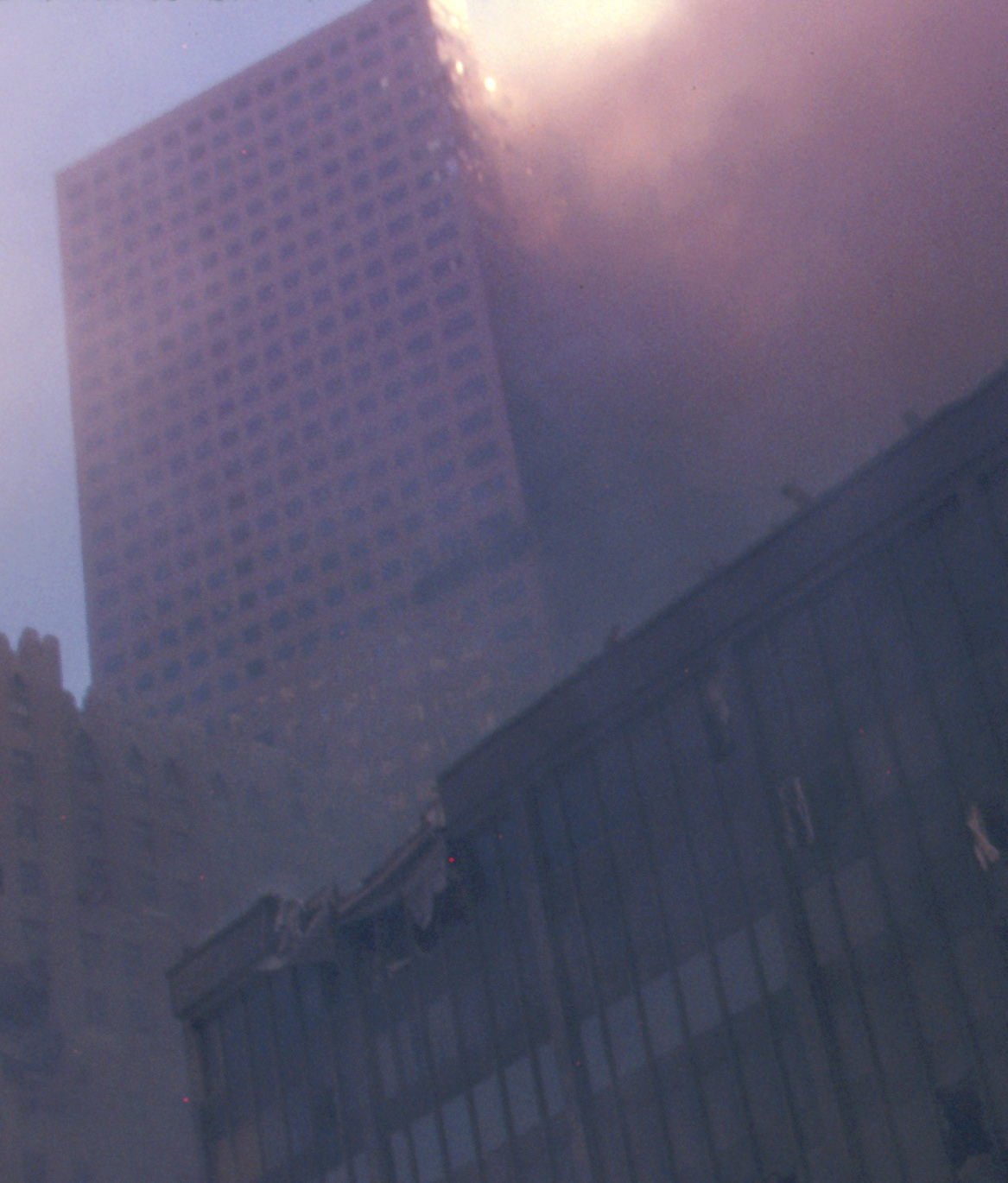
Le bâtiment 7 du World Trade Center en feu après l'effondrement des tours jumelles.

Le complexe du World Trade Center était composé de sept immeubles, dont trois se sont complètement effondrés le jour des attentats. Le 11 septembre 2001 à 17 h 20, le bâtiment 7 du World Trade Center (WTC 7), un gratte-ciel à charpente métallique de 47 étages et de 186 m de hauteur, séparé du reste du complexe par Vesey Street, fut la troisième tour à s'effondrer. Contrairement aux Tours Jumelles, l'effondrement du WTC 7 avait été anticipé plusieurs heures à l'avance et le bâtiment était vide. Les pompiers avaient utilisé un théodolite pour évaluer les proportions d'une déformation visible sur la façade.
Le rapport provisoire de la FEMA était peu concluant, et l'effondrement du WTC 7 n'était pas mentionné dans le rapport final du NIST sur l'effondrement du World Trade Center à sa publication en septembre 2005. Excepté une lettre adressée au Journal of Metallurgy, qui suggérait que certaines des structures d'acier avaient été exposées à des températures suffisantes pour les faire fondre, aucune étude sur l'effondrement du WTC 7 n'a été publiée dans une revue scientifique.
Le NIST publia un nouveau rapport en juin 2004, exposant brièvement des hypothèses à ce sujet. Selon cette hypothèse, la défaillance d'une colonne, causée soit par un incendie, soit par la chute de débris provenant de l'effondrement des deux tours, a progressé d'abord verticalement puis horizontalement pour entraîner un effondrement de l'ensemble de la structure,.
Bien qu'il n'envisage pas d'hypothèse de démolition contrôlée, le NIST développe des scénarios d'explosion hypothétiques qui auraient pu provoquer la défaillance de la structure des bâtiments. Il prévoit la publication d'un projet de rapport du 7 World Trade Center en 2008.

## Historique de l'enquête

### Premières réactions
L'effondrement du World Trade Center arriva comme une surprise pour les ingénieurs. « Avant le 11 septembre, relate le New Civil Engineer, il était absolument inconcevable que des structures d'une telle taille puissent subir une telle destinée ». Bien que les dégâts engendrés par les avions fussent sévères, ils étaient localisés sur quelques étages de chaque tour. Le défi pour les ingénieurs était d'expliquer comment des dégâts localisés ont pu provoquer l'effondrement progressif de trois des plus grands édifices du monde. Interviewé par la BBC en octobre 2001, l'architecte anglais Bob Halvorson prédit correctement qu'il y aurait « un débat pour savoir si oui ou non les tours du World Trade Center auraient dû s'effondrer tel que cela s'est produit. » L'étude impliquerait une analyse minutieuse des plans du WTC, de sa construction, des témoignages des témoins oculaires, des vidéos des effondrements, et l'examen des décombres. Soulignant la difficulté de la tâche, Halvorson a déclaré : « Nous sommes bien au-delà d'une étude classique ».

### Enquêtes
Immédiatement après les effondrements, il y eut une certaine confusion au sujet de l'autorité devant mener l'enquête officielle. Bien qu'il y ait une procédure claire pour les accidents d'avions, aucune agence n'avait été désignée à l'avance pour enquêter sur les effondrements des bâtiments. Une équipe fut rapidement réunie par le Structural Engineers Institute de l'American Society of Civil Engineers. Furent aussi invités l'American Institute of Steel Construction (en), l'American Concrete Institute (en), la National Fire Protection Association et la Society of Fire Protection Engineers (en). L'ASCE a finalement invité la FEMA à rejoindre l'enquête.
La FEMA a publié son rapport en mai 2002. Au 11 septembre 2002 (un an après la catastrophe), les pressions du public pour une investigation plus poussée se faisaient insistantes. Le Congrès vote le National Construction Safety Team bill en octobre 2002, autorisant ainsi une investigation du NIST, qui avait toujours clamé son intention d'enquêter sur les effondrements. Ses résultats furent publiés en septembre 2005.
L'enquête a été critiquée par certains ingénieurs et juristes aux États-Unis : peu de financement, aucune autorité pour demander des preuves et limiter l'accès au site du World Trade Center. Un point majeur de discorde a notamment porté sur le nettoyage du site qui avait engendré la destruction de la majorité des composants en acier des bâtiments. En effet, dans le rapport du NIST est notée « la rareté des preuves matérielles » mises à sa disposition pour enquêter sur les effondrements. Seule une fraction de 1 % des bâtiments serait restée pour l'analyse après l'achèvement du nettoyage, soit à peine 236 pièces d'acier.

## Autres édifices détruits

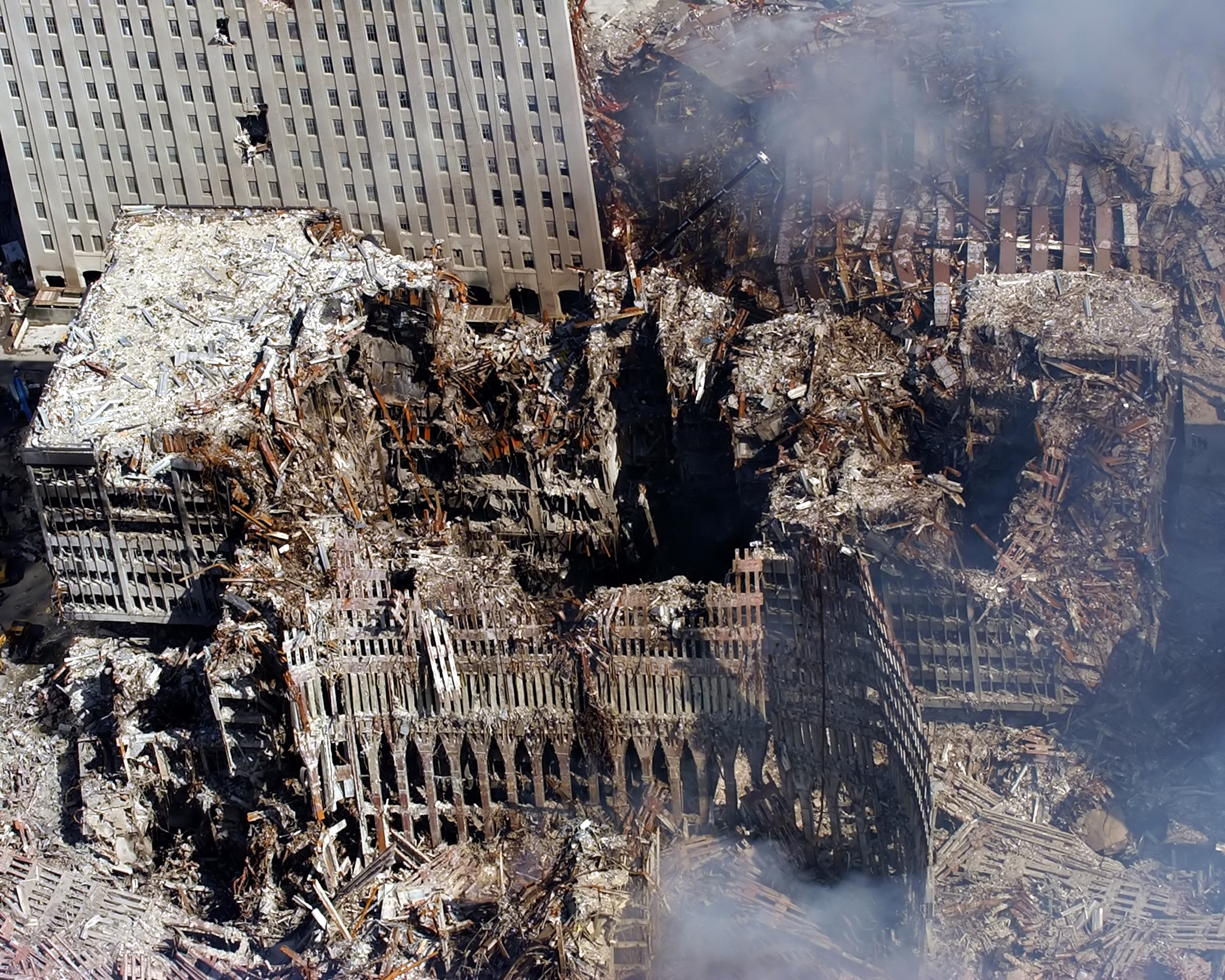
Des portions de la façade de la tour Nord s'appuyant contre les restes du 6 WTC, qui subit des dommages massifs quand la tour Nord s'effondra. Le site du 7 WTC est plus en haut à droite.

Outre les trois bâtiments détruits le 11 septembre 2001 (1 WTC, 2 WTC et 7 WTC), de nombreux bâtiments environnants ont été endommagés lors de l'effondrement des tours :
- L'église grecque orthodoxe Saint-Nicolas qui se trouvait près de la tour Sud (totalement détruite)
- Le 5 WTC (5 WTC) a subi un incendie important et un effondrement partiel de sa structure en acier.
- Le 3 WTC (Marriott World Trade Center ou Marriott Hotel)
- Le 4 WTC (South Plaza)
- Le 6 WTC (U.S. Customs).
- 48 autres immeubles environnant furent partiellement endommagés[32].

Les bâtiments du World Financial Center, 90 West Street, et du 130 Cedar Street furent la proie d'incendies. De même, le Deutsche Bank Building (en), Verizon, et World Financial Center 3 subirent des dommages lors de l'effondrement des tours. Le bâtiment One Liberty Plaza resta structurellement intact mais enregistra des dégâts en surfaces, incluant des fenêtres soufflées. Le 30 West Broadway a été endommagé par l'effondrement du WTC 7. Le Deutsche Bank Building, qui après le 11 septembre fut couvert d'un immense « linceul » noir pour masquer les dégâts subis, fut ensuite déconstruit en raison des dommages importants subis par l'effondrement d'autres tours du voisinage.

## Conséquences

### Nettoyage du site

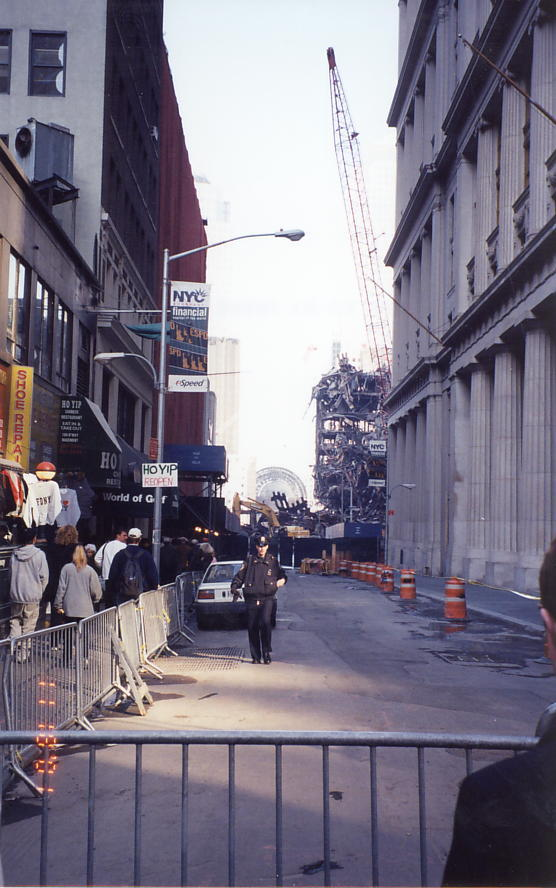
18 novembre 2001.

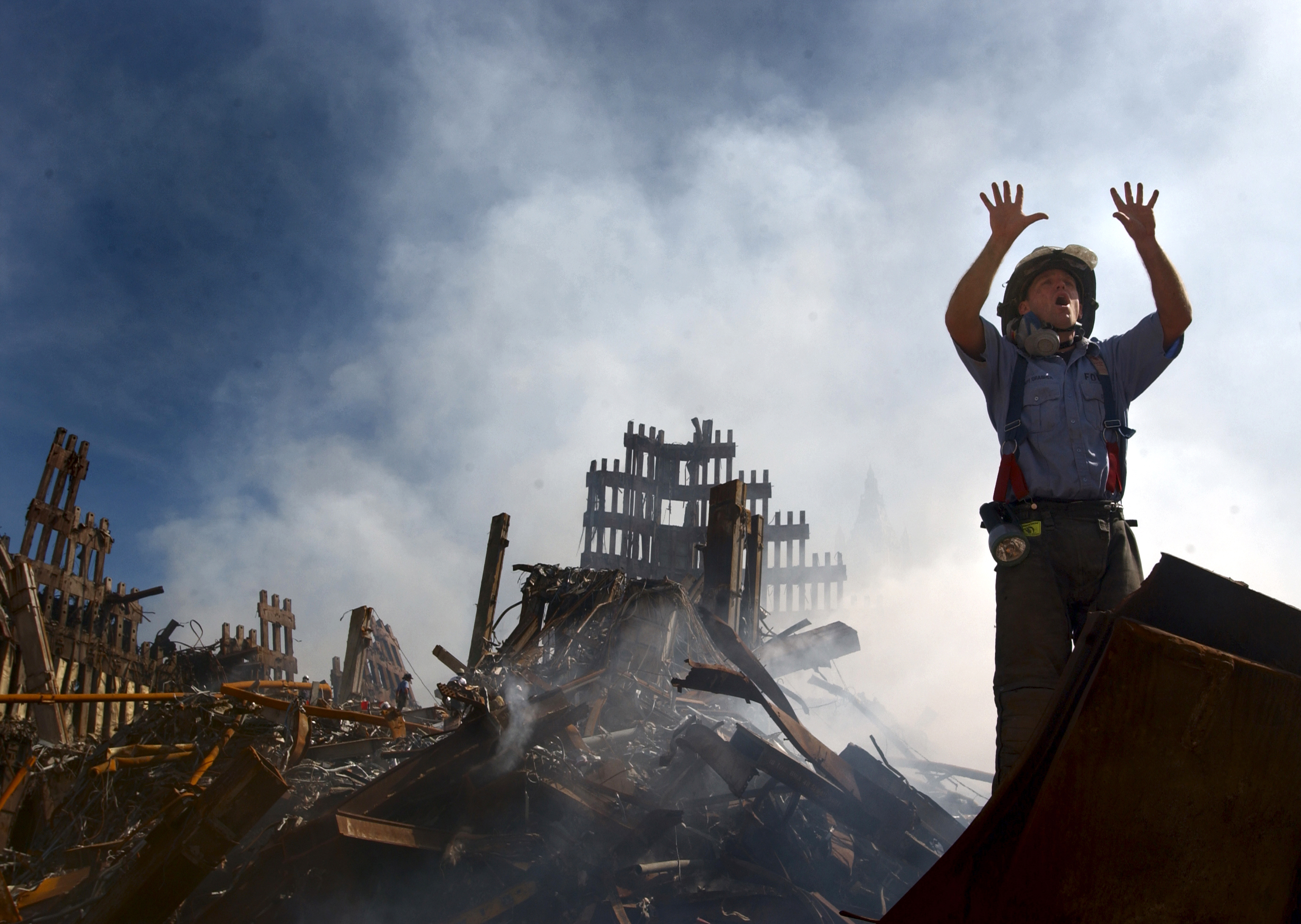
15 septembre 2001.

L'énorme amas de débris sur le site brûla pendant trois mois, malgré les tentatives d'éteindre le brasier, jusqu'à ce que la plupart des décombres fussent finalement retirés du site. L'opération de nettoyage fut coordonnée par le City of New York Department of Design and Construction (DDC).

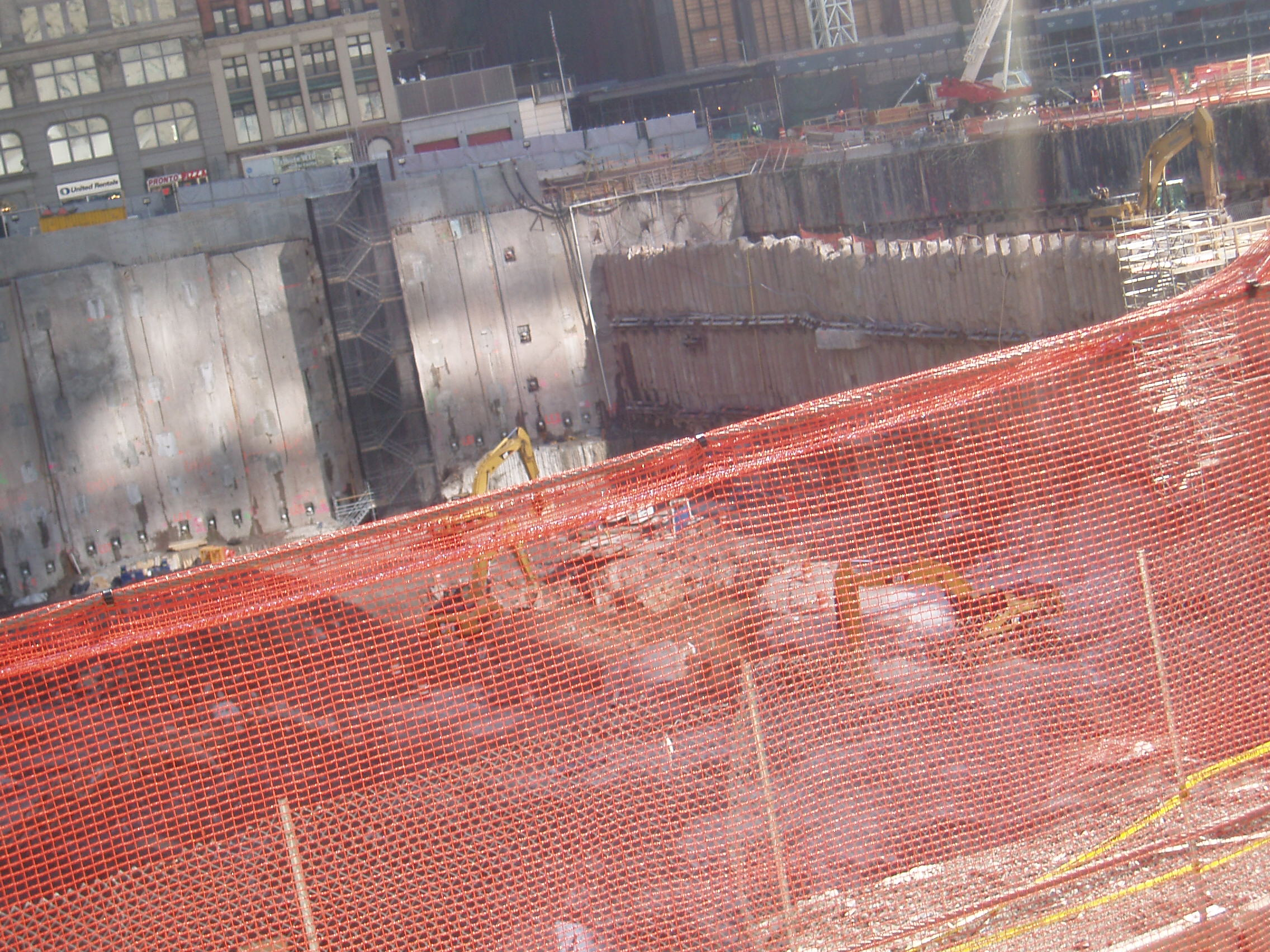
Ground Zero en 2008.

Le 22 septembre, un avant-projet de nettoyage fut présenté par Controlled Demolition Inc. (CDI) à Phoenix. Mark Loizeaux, président de CDI, souligna l'importance de protéger la paroi moulée (The Bathtub ou la « baignoire ») qui empêche l'Hudson d'inonder les sous-sols du complexe. Il nécessita des travaux jour et nuit avec de nombreux sous-traitants et coûta des centaines de millions de dollars. Au début de novembre, un tiers des débris avait été retiré et les autorités commencèrent à réduire les effectifs des pompiers et policiers affectés à la recherche des victimes restantes pour se concentrer sur les débris. Cela amena des frictions avec les pompiers. En 2007, la démolition des bâtiments endommagés avoisinants était encore en cours alors même que le chantier pour la construction de la Freedom Tower avait débuté.

### Qualité de l'air et réponse de l'EPA
Le 18 septembre 2001, l'Environmental Protection Agency publia un communiqué assurant que l'air de Manhattan ne présentait pas de risque. Cependant, dans un rapport publié en 2003, l'inspecteur général de l'EPA écrivit que l'agence ne disposait alors pas de données suffisantes pour émettre une telle affirmation. Il a estimé de plus que la Maison Blanche a influencé l'EPA pour faire retirer les avertissements au profit de déclarations rassurantes, en partie motivé par le désir de rouvrir Wall Street. En réalité, l'effondrement du World Trade Center causa de sérieuses dégradations de la qualité de l'air et probablement de nombreuses maladies respiratoires parmi les secouristes, les résidents et les employés du Lower Manhattan.

## Théorie du complot: ladémolition contrôlée
En 2006, selon un sondage, 16 % des Américains pensent que le World Trade Center a pu être détruit, non pas à cause des avions, mais par démolitions contrôlées.
Cette idée a été rejetée par le NIST, concluant que la présence d'explosifs est négative et que cette hypothèse ne doit pas être considérée comme possible.
L'hypothèse de la démolition contrôlée des tours du complexe (dans ce cas-ci : les deux Tours Jumelles et le bâtiment 7) a été rejetée par les enquêtes officielles ainsi que par de nombreux organismes et personnalités indépendantes mais on la retrouve parmi les différentes théories du complot liées aux attentats de septembre 2001.